# マルチポスト
マルチポスト（英: multi-post, multiple posting, multiposting）とは同一内容を複数のニュースグループや掲示板に投稿すること。クロスポストとは異なると考えられている。
元々はネットニュース用語であるが現在は電子掲示板などで多く遣われている語である。

## 概要
元々は、同じ内容の記事を複数のニュースグループ（カテゴリ）にクロスポスト機能（後述）を使わずに別個の記事として投稿する行為を指した。
マルチポストという言葉はインターネット利用の多様化に伴い、ニュースグループに限らず電子掲示板やメーリングリストといった、知識の集積と共有を目的としたさまざまな形態のコミュニティー（ナレッジサイト）への投稿についても援用されるようになった。また、マルチポストはマナー違反であるという意見については賛否両論である。

## 実例
マルチポストされる記事の内容は、疑問、質問に対する回答、助言を求める場合か、宣伝（spam）が多く、雑談の内容で使われる事例を見かけることは少ない。
質問や助言を求める場合、ネットニュースにおいては、クロスポスト機能を良く理解していない初心者が、個別のニュースグループにそれぞれ投稿をしてしまうことを指すが、電子掲示板においては、同一の電子掲示板内の類似カテゴリ（例えばメールソフトについての質問であれば、ソフトウェア、インターネット、さらにはコンピュータの機種やOSに関するカテゴリ）に重複投稿される場合を指してマルチポストということが多い。
理由としては、適切なカテゴリを見つけられず、どこに投稿してよいかわからないために、関係のありそうなカテゴリすべてに投稿しておくケースが多い。また、電子掲示板のシステムには、書き込み内容を複数の類似カテゴリに所属させるクロスポスト機能が搭載されておらず、投稿時には最終的に特定の1つのカテゴリを指定せざるを得ないこともある。（ニュースグループであれば、クロスポスト機能でとりあえず複数の関連カテゴリを指定しておき、Q&Aのツリーの途中でカテゴリの変更ができるシステムになっている）
別のシステム（「OKWave」、「Yahoo知恵袋」、「カカクコム」、「2ちゃんねる」など別個のサイト）への重複投稿もマルチポストといえる。

## マナー違反ではないと主張する側の意見
ナレッジマネジメント：「個人の知識を組織的に共有し、より高次の知識を生み出す」というような考え方に基づいた視点からの意見では、
- あるコミュニティーでしかその書き込みを見ないユーザーもいる
- コミュニティーごとに全く別の解決方法が提示される可能性がある

※この2つについては、「OKWave」や「Yahoo知恵袋」などのように書き込みに利用者登録が必要なケースが多く、複数のIDを持っていないケースもあることから。
- コミュニティーの構成者別に様々な回答を得たいという気持ちがある

ため、マルチポストを容認してもいいと述べる趣旨の意見も挙げられる。
その背景にある、インターネット自体が「ネットコミュニティや掲示板に集まる人の集合体」と捉えられていた時代から、「有名無名な人が保有する情報の集合体」というWeb2.0的な捉え方に移行しつつある事象を見逃すことはできない。マルチポストを1コミュニティだけでなくネット全体のマクロな視点から見ると、回答が複数コミュニティに分散されたとしても、インターネットに集積されることに変わりはない、という主張である。そして、検索エンジンを利用すればそうした情報を俯瞰的に見ることが可能なため、情報収集者にとっては知識が集積されたという事実が重要であり、マルチポストか否かは問題ではない。またマルチポストに対しては否定する指摘や書き込みが同箇所になされる場合も多いが、それ自体本当に必要な情報を覆い隠すことになりかねないと嫌うインターネットユーザーも存在する。

## マナー違反とされることがある理由
マルチポストがマナー違反と見なされることもあるのは、以下のような理由による。
- 回答が複数のコミュニティーに分散してしまい、知識の集積という1コミュニティーの目的にそぐわない。
- ネット資源（サーバーや回線の能力）とて無限ではない。同じ内容の記事をばら撒くのは資源の無駄遣いといえる。
- その問題に関心のある人は類似した複数のコミュニティーに参加して新規投稿をチェックしていることが多いが、あちこちの同じ投稿に対してそれが本当に目新しい内容かを選別しなければならなくなる。
- 他のコミュニティーで付けられた回答を知らずに同内容の回答を付けたり、他のコミュニティーですでに解決したことを知らずに検討を続けたり、善意の回答者の労力の大半が無駄になる。
- この場所だけでは質問が解決するか不安であるという不信感を表明することと、結果としては同じである。
- 回答者は知らず知らずの内に強制的に望んでもいない複数コミュニティとの回答競争へ参加した形になり、複数の回答から質問者が選ぶ構図は、まさに回答者への敬意が軽薄で、自分本位な軽率な行為であると捉えられるため。

こうしたことから、回答をする意欲を失わせたり、不快な気分にさせてしまう場合がある。

## 失礼にならない方法
しかしながら、どうしても早く回答が欲しい時や、多様な回答を得たい時、そのコミュニティでは回答が得られそうにない場合などにマルチポストを行なう場合もありえる。その場合、少なくとも以下のことを書き加えた上で文章を投稿することが望ましい、とする意見もある。
- マルチポストしていることを明記する。
- 他にマルチポストしたページ（サイト）のURLを明示する。（回答者が回答を書き込む前に、すでに同一内容の返答がないか等を確認できるようにするため。ただし質問掲示板の多くは類似する事柄を話題とする他の掲示板へのリンクを張る事自体、ルール違反、マナー違反とされる場合がほとんどである）
- マルチポストに至った経緯（すなわち理由）を説明する。
- 問題が解決した場合はマルチポストした全てのページに問題解決の報告を行う。

しかし、以上の点に留意したマルチポストでも嫌う人間がいるため、それを否定する指摘や書き込みによって、マルチポストであることを明示するなどの失礼にならない方法がとり難くなり、かえって悪質なマルチポストを増やす原因にもなっているという意見もある。
もちろん、コミュニティの運営者によって禁止されている場合（mixiなど）は、マルチポストを行なってはならない。